# Tatort: Tschill Out
Tschill Out ist ein Fernsehfilm aus der Kriminalreihe Tatort. Es ist deren 1116. Folge und der sechste und letzte Fall des Ermittlerduos Nick Tschiller und Yalcin Gümer. Die vom Norddeutschen Rundfunk in Auftrag gegebene Produktion zeigte Das Erste am 5. Januar 2020 erstmals im Fernsehen.

## Handlung
Der nach dem gewaltsamen Tod seiner Frau (siehe: Tatort: Fegefeuer) traumatisierte Nick Tschiller hilft auf der Insel Neuwerk der Erzieherin Patti Schmidt bei der Betreuung von schwer erziehbaren Jugendlichen und wartet auf sein Disziplinarverfahren. Sein Kollege Yalcin Gümer und die neue LKA-Kollegin Robin Pien ermitteln währenddessen in einem Fall von Drogenhandel im Darknet. Als Gümer zwei Kronzeugen aus dem linksradikalen Milieu, die Geschwister Eddie und Tom Nix, zum Flughafen bringen will, wird das Trio an einem Autobahnrastplatz unter Beschuss genommen und Eddie Nix getötet. Gümer bringt den überlebenden Zeugen Tom bei Tschiller auf Neuwerk unter, da er einen Maulwurf in den eigenen Reihen vermutet. Gümer und Pien versuchen den Maulwurf und diejenigen zu finden, die den Kronzeugen ermordet haben, während Tschiller Tom befragt, der als Linksextremist Polizisten gegenüber ablehnend und äußerst misstrauisch ist. Nur langsam fasst Tom Vertrauen zu Tschiller.
Gümer findet heraus, dass es Eddie war, der dem Attentäter ihr Fahrtziel mitgeteilt hat, und es folglich keinen Maulwurf gibt. Auch handelt es sich nicht nur um Drogen- sondern in erster Linie um Kinderporno-Geschäfte, in die Eddie direkt verstrickt war. Pien und Gümer können den Kinderpornoring ausheben und einen Auftragskiller stoppen, der nach Neuwerk gereist ist, um Tom auszuschalten.

## Hintergrund
Der Film wurde vom 19. März 2019 bis 25. April 2019 in Hamburg und auf Neuwerk gedreht. Beide Orte waren bereits Schauplätze der Folgen Tod auf Neuwerk (Folge 328) und Tod vor Scharhörn (Folge 461) mit dem Ermittlerduo Stoever und Brockmöller.
Während alle vorangegangenen Tatort-Folgen um Nick Tschiller von viel Action gekennzeichnet waren, wirkt diese entschleunigt. Dafür war das bisherige Regie- und Drehbuchduo (Regie: Christian Alvart, Buch: Christoph Darnstädt) durch Eoin Moore (Regie und Drehbuch) und Anika Wangard (Drehbuch) ersetzt worden. Moore sei ein „Spezialist für gedeckte, aber feine Töne“, befindet Claudia Tieschky in der Süddeutschen Zeitung. Mit Anika Wangard entwickelte er den Polizeiruf 110 aus Rostock.

## Rezeption

### Kritiken
„Til Schweiger kämpft jetzt als Tschiller nicht mehr mit seinen Schusswaffen – sondern mit seinen Gefühlen. Wir sind gerührt“, schreibt Christian Buß in Spiegel Online. Er sei jetzt der „Lost Action Hero, müde, weltverloren, im Herbst seines Wirkens“. Schweiger habe es so gewollt, der NDR und die ARD dürften sich gefreut haben, endlich mal keine teuren Karambolagen. „Beide Parteien hatten noch Verträge zu erfüllen. Und sie haben etwas recht Interessantes aus der Zwangslage gemacht.“
Es sei eigenartig zu sehen, „wie in Tschill Out der Schweigerismus und der Tatort (im Sinne eines ganz gewöhnlichen Falls) miteinander ringen“, befindet Matthias Dell in Die Zeit. Er schreibt von der „Einfältigkeit der Schweiger-Figur“, findet aber Positives an der Entwicklung, was sich der NDR von der Figur zu wünschen scheine: „Ganz normale Polizeiarbeit, bei der nicht jedes Mal das eigene Kind gerettet werden muss. Oder geliebte Frauen sterben.“
Gianluca Wallisch von derStandard.de lässt der Fernsehfilm ratlos zurück. Er nennt drei Beispiele für mangelnde Empathie der Protagonisten. Dem auf Neuwerk versteckten Kronzeugen, der um seinen Bruder trauert, empfiehlt Tschiller: „Denk einfach nicht daran.“ „Hä?“, wundert sich Wallisch. Tschillers Kollege Gümer reagiert auf die seelische Belastung einer Jungpolizistin, einen Menschen angeschossen zu haben, hilflos mit „Wollen wir uns duzen?“ Wallisch wieder: „Hä?“ Als Tschiller der Jugendheimleiterin auf Neuwerk bekennt, seine Probleme noch nicht bewältigt zu haben („In mir steckt noch ganz viel Zeug drin. Gefühle und so.“), sagt sie: „Na, kauf dir ’nen Ratgeber und so.“ Wallisch: „Hä?“

### Einschaltquote
Die Erstausstrahlung von Tschill Out am 5. Januar 2020 wurde in Deutschland von 7,56 Millionen Zuschauern gesehen und erreichte einen Marktanteil von 21,7 % für Das Erste.